# Macon (Mississippi)
Macon város az USA Mississippi államában, Noxubee megyében, melynek megyeszékhelye. Lakosainak száma 2582 fő (2020. április 1.).

## Népesség
A település népességének változása:
| Lakosok száma | 2461 | 2768 | 2582 |
|               | 2000 | 2010 | 2020 |